# Young at Love/Slowly
Young at Love/Slowly è il 68° singolo di Mina, pubblicato a marzo del 1965 su vinile a 45 giri dall'etichetta Italdisc.

## Il disco
Ultimo singolo per Italdisc, che successivamente pubblicherà ancora due raccolte ufficiali Mina interpretata da Mina dello stesso anno e Mina canta Napoli del 1966, in modo da coprire su 33 giri l'intero catalogo prodotto dalla cantante dagli esordi fino alla rottura con l'etichetta.
Ha un'unica http://minamazzinimedia-4b71.kxcdn.com/m/disco/800x800/MH_159_010.jpg.
Mina canta in lingua inglese i due brani, registrati e incisi negli U.S.A. anni prima.
Entrambe le canzoni sono state inserite nelle raccolte Mina canta in inglese (1995) e Ritratto: I singoli Vol. 2 del 2010, che contiene tutti i pezzi su 45 giri pubblicati fino al 1964.
Pubblicato anche in Grecia dalla Melody (IRG 173).

## Young at Love
Cover di Non so resisterti, brano con testo di Nisa e musica di Corrado Lojacono, presentato da quest'ultimo alla trasmissione Sei giorni della canzone 1961 e inciso da Caterina Valente su singolo lo stesso anno.
Mina è accompagnata dall'orchestra di Martin Manning, quest'ultimo arrangia la canzone. 

## Slowly
Altra cover, questa volta in lingua originale, del brano di Otis Blackwell, già inciso da Ann Margret nel 1962. È presente anche nella raccolta Internazionale del 1998.
Mina è accompagnata dall'orchestra di Billy Mure, che è l'autore del testo in inglese di Young at Love e qui cura l'arrangiamento.
Nel 1963 viene incisa dalla cantante anche in francese col titolo Douc'ment (testo di André Salvet e Claude Carrère) e inclusa sia in un singolo sia in un EP (Polydor 27.009) e poi nella raccolta Notre étoile del 1999, tutti supporti che appartengono alla Discografia di Mina fuori dall'Italia.

## Tracce
Lato A
1. Young at Love (Non so resisterti) – 2:11 (testo: Billy Mure – musica: Corrado Lojacono; edizioni musicali Ariston / Ducale)

Lato B
1. Slowly – 2:02 (Otis Blackwell; edizioni musicali RCA / Ducale)